# C. R. Johnson
Charles Russell „C. R.“ Johnson III (* 10. August 1983 in Truckee, Kalifornien; † 24. Februar 2010 in Squaw Valley, Kalifornien) war ein US-amerikanischer Freestyle-Skier. Er war auf die Freeski-Disziplinen Big Air, Slopestyle und Halfpipe spezialisiert und gewann drei Medaillen bei den X-Games. Daneben stellte er sein Können in zahlreichen Skifilmen, vornehmlich im Backcountry, zur Schau.

## Biografie

### Leben und Karriere
C. R. Johnson wuchs als Sohn von Russell „Rusty“ und Lorraine Johnson in Truckee nahe dem Lake Tahoe auf. 1981 waren seine Eltern mit seiner 15 Jahre älteren Schwester Kahlil von der San Francisco Bay Area in die Berge gezogen, nachdem sie zuvor vier Jahre den Südpazifik durchsegelt hatten. Johnsons Vater war bei der Pistenrettung und im Lawinenwarndienst, seine Mutter als Skilehrerin in Squaw Valley (heute Palisades Tahoe) tätig.
Im Alter von 15 Jahren landete Johnson erfolgreich einen 1440, eine vierfache Drehung auf Skiern, die ihn in der Freeski-Szene schlagartig bekannt machte. Im Januar 2000 wurde er von ESPN erstmals zu den X-Games am Mount Snow eingeladen und belegte im Big Air Rang zwölf. Ein Jahr später gewann er in derselben Disziplin die Bronzemedaille. 2002 entschied er diesen Wettbewerb im Rahmen der US Freeskiing Open in Vail mit einem Bio 1260 für sich. Bei den erstmals in Aspen stattfindenden X-Games sicherte er sich hinter Tanner Hall die Slopestyle-Silbermedaille. Im folgenden Winter sorgte er neben Candide Thovex für außergewöhnlich hohe Luftstände in der Superpipe und gewann dabei eine weitere Bronzemedaille. Johnson verband eine enge Freundschaft mit Tanner Hall, zu dessen „C-Crew“ er gehörte. Nachdem er mit Matchstick, Poor Boyz Productions und Teton Gravity Research gedreht hatte, gründete er gemeinsam mit Hall ein eigenes Filmunternehmen. Die beiden übertrugen ihre Tricks aus den Funparks daraufhin zunehmend ins Gelände.

### Verletzung und Comeback
Am 8. Dezember 2005 zog sich Johnson bei Dreharbeiten zum Film Show & Prove im Brighton Ski Resort in Utah eine lebensbedrohliche Kopfverletzung zu. Nach dem Sprung über eine Klippe im Big Cottonwood Canyon blieb er stehen und wurde von einem Ski des nachspringenden Kye Peterson am Kopf getroffen. Trotz Helms erlitt Johnson eine tiefe Schnittwunde über der Augenbraue und verlor für etwa drei Minuten das Bewusstsein. Verwirrt und orientierungslos wurde er in die Universitätsklinik nach Salt Lake City eingeliefert und dort aufgrund seines kritischen neurologischen Zustandes in den künstlichen Tiefschlaf versetzt. Obwohl die Ärzte seine Überlebenschancen mit zehn Prozent bezifferten, erholte sich der 22-Jährige wieder. Nach zehn Tagen wurde er aus dem Koma geholt, nach 34 Tagen aus dem Krankenhaus entlassen. Gehen, Kauen, Sprechen, und andere Bewegungsabläufe musste er neu erlernen, auch sein Kurzzeitgedächtnis kehrte erst während der Rehabilitation zurück.
Im März 2006 stand er erstmals seit dem Unfall wieder auf Skiern, litt in den folgenden Monaten aber weiterhin unter einer Konzentrationsschwäche. Durch die Verletzungspause verlor er die meisten seiner Sponsoren, setzte seine sportliche Laufbahn aber dennoch fort und gewann unter anderem im Januar 2010 die Bronzemedaille beim Red Bull Linecatcher in Vars. Daneben begann er ein Fernstudium in Design.

### Unfalltod
Am 24. Februar 2010 war Johnson wieder einmal in seinem Heimat-Skigebiet Squaw Valley unterwegs. Er startete eine Abfahrt durch eine Rinne im Bereich der Light Towers und verlor kurz danach den Halt. Laut einem Augenzeugen, der ihn von einem Sessellift aus beobachtete, verkantete der 26-Jährige auf einem freiliegenden Felsen und stürzte daraufhin im steilen Gelände ab. Dabei schlug er mehrfach auf dem Felsuntergrund auf und kam einige Hundert Meter unter dem Grat zu liegen. Wiederbelebungsversuche vor Ort blieben vergeblich. Laut Sheriffbüro Placer County erlag er trotz Helms der „stumpfen Gewalteinwirkung auf seinen Kopf“. Zahlreiche Wintersportler, darunter Sarah Burke und Julia Mancuso, bekundeten ihre Anteilnahme. Matt Sterbenz von 4FRNT Skis würdigte Johnson als großen positiven Einfluss:

“C. R. possessed a perspective for the mountains and the sport of skiing that transcended skiers all around the world to new heights. His creative vision and positive personality brought the best out of anyone he ever met. He will remain a huge influence on my life and the many others that were fortunate to know him.”

„C. R. besaß eine Perspektive für die Berge und den Skisport, die Skifahrer auf der ganzen Welt zu neuen Höhen beflügelte. Seine kreative Vision und positive Persönlichkeit brachten in allen, die er jemals traf, das Beste hervor. Er wird ein großer Einfluss auf mein Leben und die vielen anderen bleiben, die das Glück hatten, ihn zu kennen.“

Eine Non-Profit-Stiftung eröffnete 2011 in Truckee das CR Johnson Healing Center, das Athleten, die lebensverändernde Verletzungen erlitten haben, bei der Rehabilitation unterstützt.

## Erfolge

### X-Games
- Mount Snow 2000: 12. Big Air[7]
- Mount Snow 2001: 3. Big Air
- Aspen 2002: 2. Slopestyle
- Aspen 2003: 3. Superpipe

### Weitere Erfolge
- Gold bei den US Freeskiing Open (Big Air 2002)
- Bronze beim Red Bull Linecatcher 2010

## Filmografie (Auswahl)
- 2000: Los Alamos
- 2001: Ski Movie II
- 2002: Ski Movie III: The Front Line
- 2002: Immersion
- 2003: The Guatemalan Persuader
- 2005: Pop Yer Bottlez!
- 2006: Show & Prove
- 2006: Seven Sunny Days
- 2009: Every Day Is a Saturday
- 2010: Like a Lion – The True Story of Legendary Skier Tanner Hall